# Oxalis blackii
Oxalis blackii är en harsyreväxtart som beskrevs av A. Lourteig. Oxalis blackii ingår i släktet oxalisar, och familjen harsyreväxter. Inga underarter finns listade i Catalogue of Life.